# Chloe Sullivan
Chloe Sullivan, fiktiv figur och Clark Kents bästa vän i TV-serien Smallville. Hon var förälskad i Clark under high school, men blir sedan tillsammans med Jimmy Olsen. Reporter på skoltidningen The Burning Torch.